# Pieszyce
Pieszyce [pʲɛˈʃɨʦɛ], tyska: Peterswaldau (Eulengebirge), är en stad och centralort i stads- och landskommun (sedan år 2016) i sydvästra Polen, belägen i distriktet Powiat dzierżoniowski i Nedre Schlesiens vojvodskap, vid norra foten av bergskedjan Ugglebergen. Fram till 1 januari 2016 staden utgjorde administrativt en stadskommun och hade 9 596 invånare i juni 2014.

## Geografi
Staden ligger 5 kilometer sydväst om den större staden Dzierżoniów, vid norra foten av Ugglebergen och vattendraget Pieszycki potok. I närheten ligger det 693 m höga berget Wrona. Grannkommuner är Bratoszów i norr, Dzierżoniów i nordost, Piława Dolna i öster, Bielawa i sydost, Rościszów i väst och Piskorzów i nordväst.

## Historia
Orten Peterswaldau grundades på 1200-talet som en Waldhufendorf, en centraleuropeisk bytyp kring en långsträckt bygata, vanlig i områden där ny odlingsmark brutits genom svedjebruk. Orten omnämns första gången år 1250 och tillhörde då Otto von Wilin. Bosättningen var del av ett långsträckt bosättningsområde som sträckte sig en mil uppåt berget, och detta indelades med tiden i flera separata byar. Området lydde under den schlesiska grenen av huset Piast. Fram till år 1290 var området del av hertigdömet Breslau, men tillföll därefter hertigdömet Schweidnitz vid delningen av hertigdömet. I början av 1300-talet omnämns bröderna Arnold och Heinemann av Peterswaldau som godsherrar i byn. Efter att hertigen Bolko II av Schweidnitz avlidit 1368 blev området först änkeförläning för hans hustru Agnes von Habsburg och tillföll därefter kungariket Böhmen genom Bolko II:s brorsdotter, kejsarinnan Anna av Schweidnitz, som var mor till den böhmiske kungen Wencel IV.
Under 1500-talet började en större textilindustri växa fram i området. Efter trettioåriga kriget, då grannstaden Reichenbach im Eulengebirge ödelagts och drabbades av ekonomisk tillbakagång, slog sig många vävare från staden ner i Peterswaldau.
Peterswaldau blev tillsammans med större delen av Schlesien del av kungariket Preussen efter Österrikiska tronföljdskriget 1742 och var från 1816 del av Landkreis Reichenbach i provinsen Schlesien, från 1871 även som del av Tyskland. Mellan 3 och 6 juni 1844 inträffade omfattande protester och upplopp bland stadens vävare på grund av fattigdom, svält och försämrade arbetsvillkor. Upploppen spred sig även till grannorten Langenbielau innan de efter tre dagar slogs ned av preussisk militär, med elva dödsoffer som följd. Revolten skildrades bland annat av Heinrich Heine i dikten Die schlesischen Weber (1844) och av Gerhart Hauptmann i pjäsen Vävarna (1894).
År 1900 färdigställdes järnvägen mellan Reichenbach och Wünschelburg, Eulengebirgsbahn. 1928 ändrades ortnamnets skrivning officiellt till Peterswaldau (Eulengebirge). Vid den sista tyska folkräkningen före krigsutbrottet 1939 hade Peterswaldaus landskommun 6 976 invånare.
Efter andra världskrigets slut tillföll Peterswaldau Polen genom Potsdamöverenskommelsen. Den tyskspråkiga befolkningen fördrevs över den nya gränsen vid Oder-Neisselinjen. Ortnamnet ändrades officiellt till det polska Pieszyce och under decennierna efter kriget återbefolkades orten med bosättare från centrala Polen och flyktingar från de tidigare polska områdena öster om Curzonlinjen. 1961 gavs orten status som stadsliknande tätort och 1962 fick staden officiellt stadsrättigheter. 1975-1998 tillhörde den Wałbrzychs vojvodskap, innan den 1999 blev del av Nedre Schlesiens vojvodskap. Järnvägen genom staden är sedan 1980-talet nedlagd.

## Sevärdheter
- Pieszyces slott uppfördes 1615-1617 för Ernst von Gellhorn och befästes senare 1643 med ringmur och vallgrav. 1710 byggdes det om till ett barockslott. Efter 1945 tilläts slottet förfalla. Sedan 1990-talet är det i privat ägo och under renovering.
- Utsiktstornet på Wielka Sowa, uppfört som Bismarcktorn 1885 och ombyggt 1905.
- S:t Jakobskyrkan
- S:t Antoniuskyrkan, uppförd 1873 i nygotisk stil.

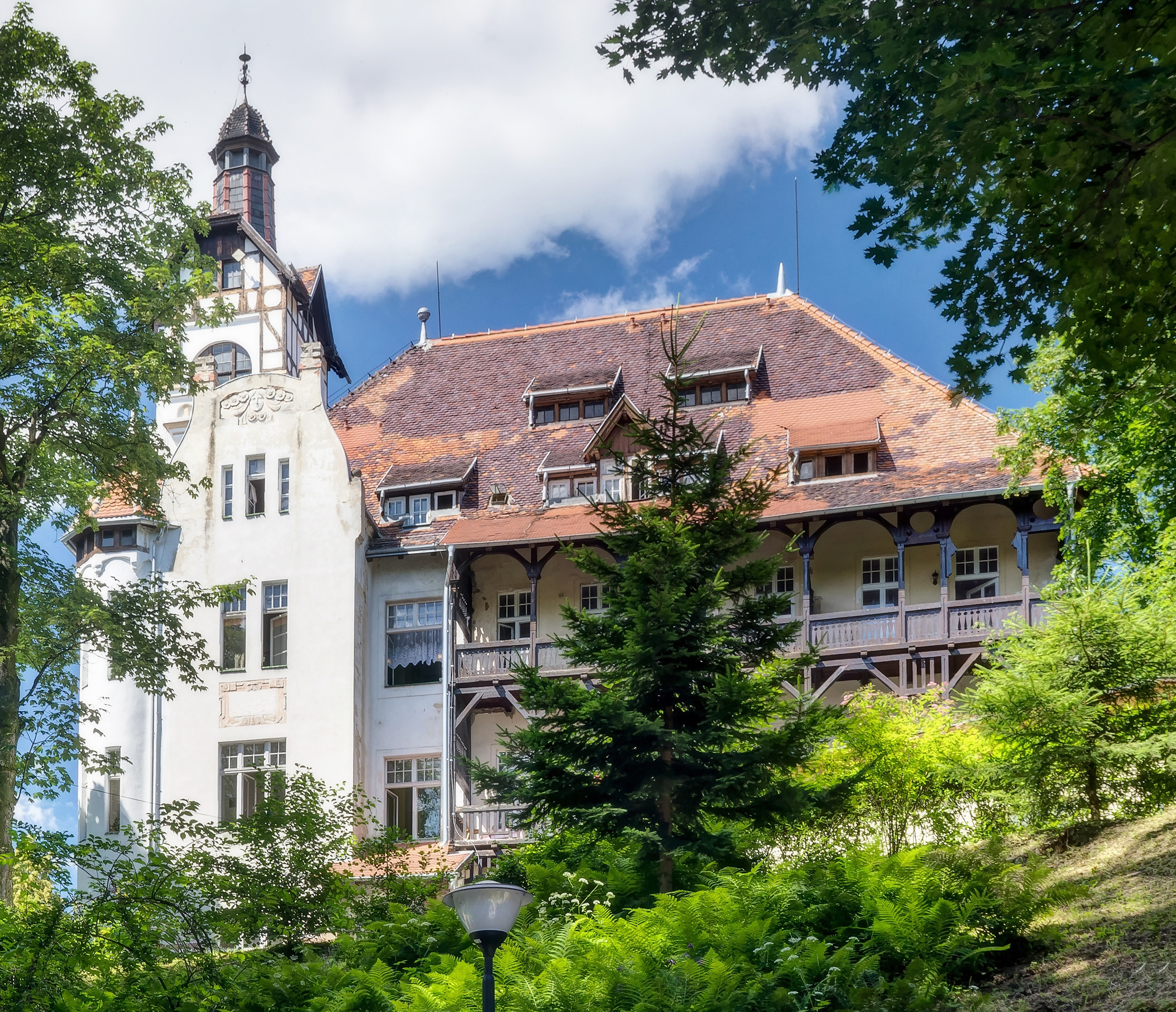
Pieszyces sanatorium
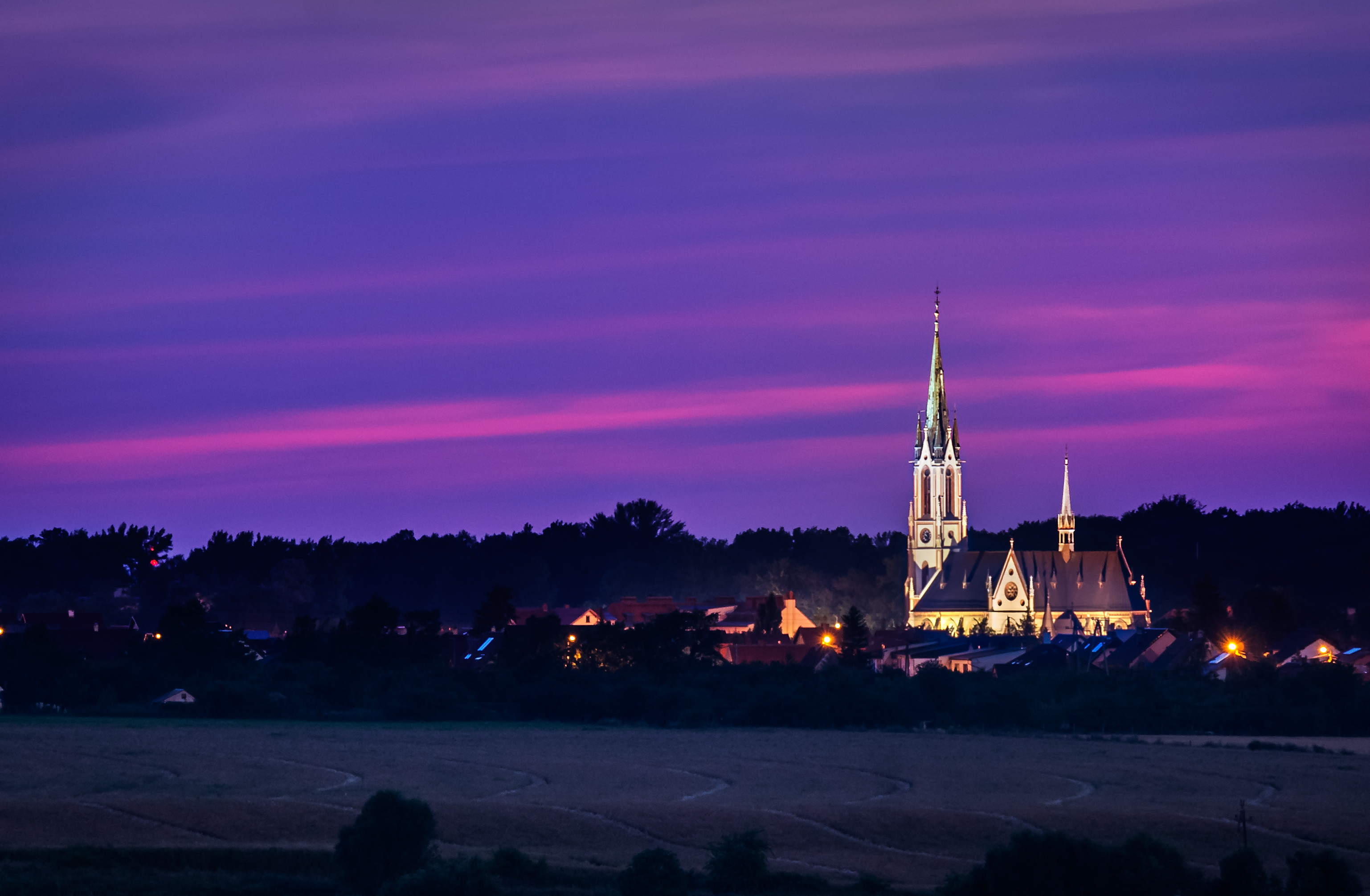
Utsikt mot S:t Antoniuskyrkan på natten.
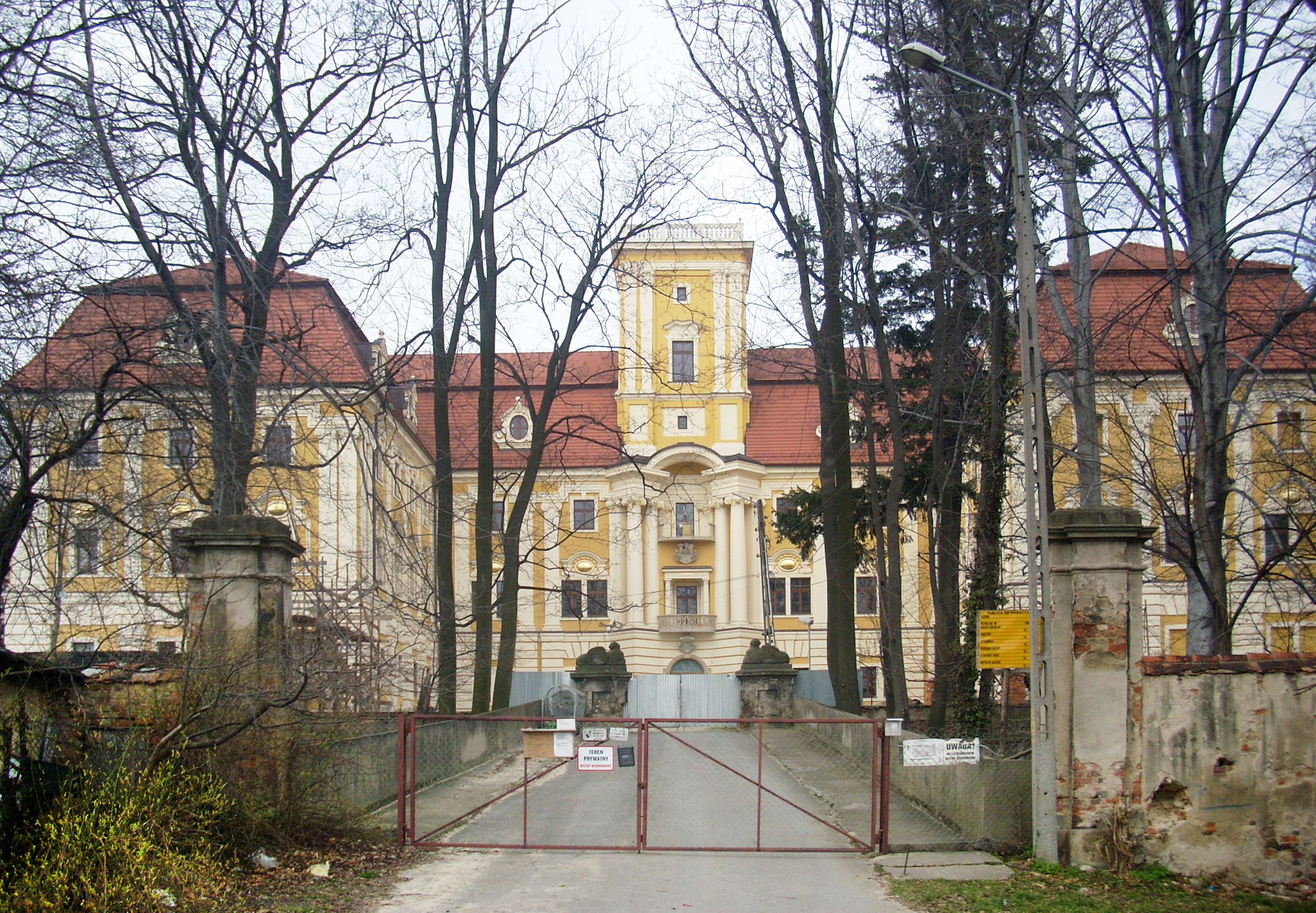
Pieszyces slott (2008)
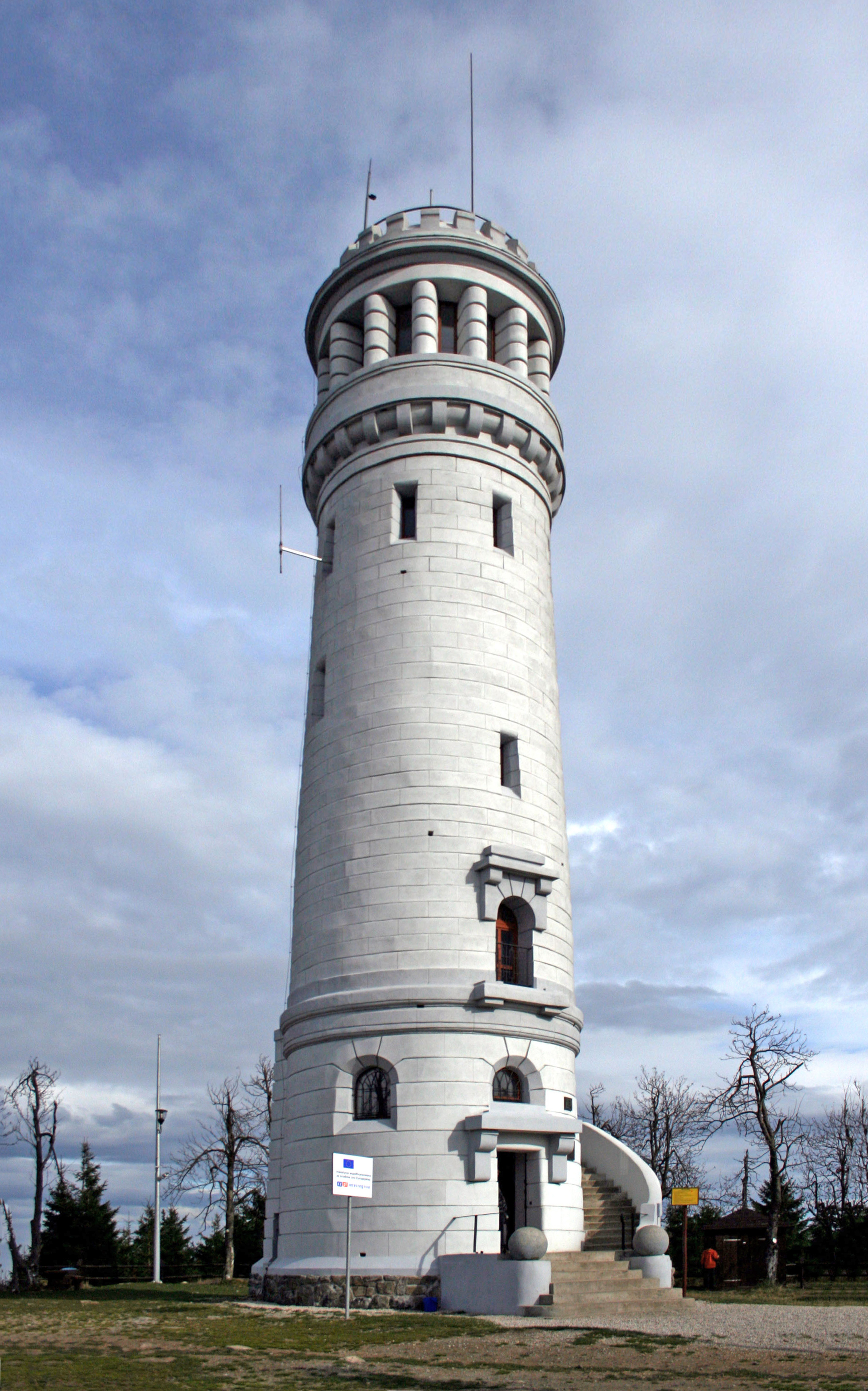
Utsiktstornet på Wielka Sowa förekommer även i stadens vapen.

## Kända invånare
- Eberhard zu Stolberg-Wernigerode (1810–1872), preussisk konservativ politiker och statstjänsteman.

## Vänorter
- Schortens, Niedersachsen, Tyskland
- Świecie, Kujavien-Pommerns vojvodskap, Polen